# Saint-Floxel
Saint-Floxel (prononcé [sɛ̃flosɛl]) est une commune française, située dans le département de la Manche en région Normandie, peuplée de 490 habitants.

## Géographie
La commune est située à l'est de la péninsule du Cotentin. Son bourg est à 2 km à l'est de Montebourg, à 9 km à l'est de Valognes, à 11 km au nord de Sainte-Mère-Église et à 17 km au sud-ouest de Saint-Vaast-la-Hougue.
Les communes limitrophes sont Vaudreville, Écausseville, Émondeville, Éroudeville, Fontenay-sur-Mer, Joganville, Montebourg, Ozeville et Saint-Marcouf.

### Hydrographie
La commune est située dans le bassin Seine-Normandie. Elle est drainée par le ruisseau de Coisel, la Durance, le fossé 01 de la Varengere, le fossé 01 des Fossettes, le fossé 01 des Renoufs, le fossé 03 de la commune de Saint-Marcouf, le fossé 03 de la Communette et un autre petit cours d'eau,.
Le ruisseau de Coisel, d'une longueur de 10 km, prend sa source dans la commune d'Ozeville, traverse sept communes, longe la commune de Fresville sur 31 m, sur son flanc sud-est, avant de se jeter dans le Merderet en limite de ladite commune et de Fresville.

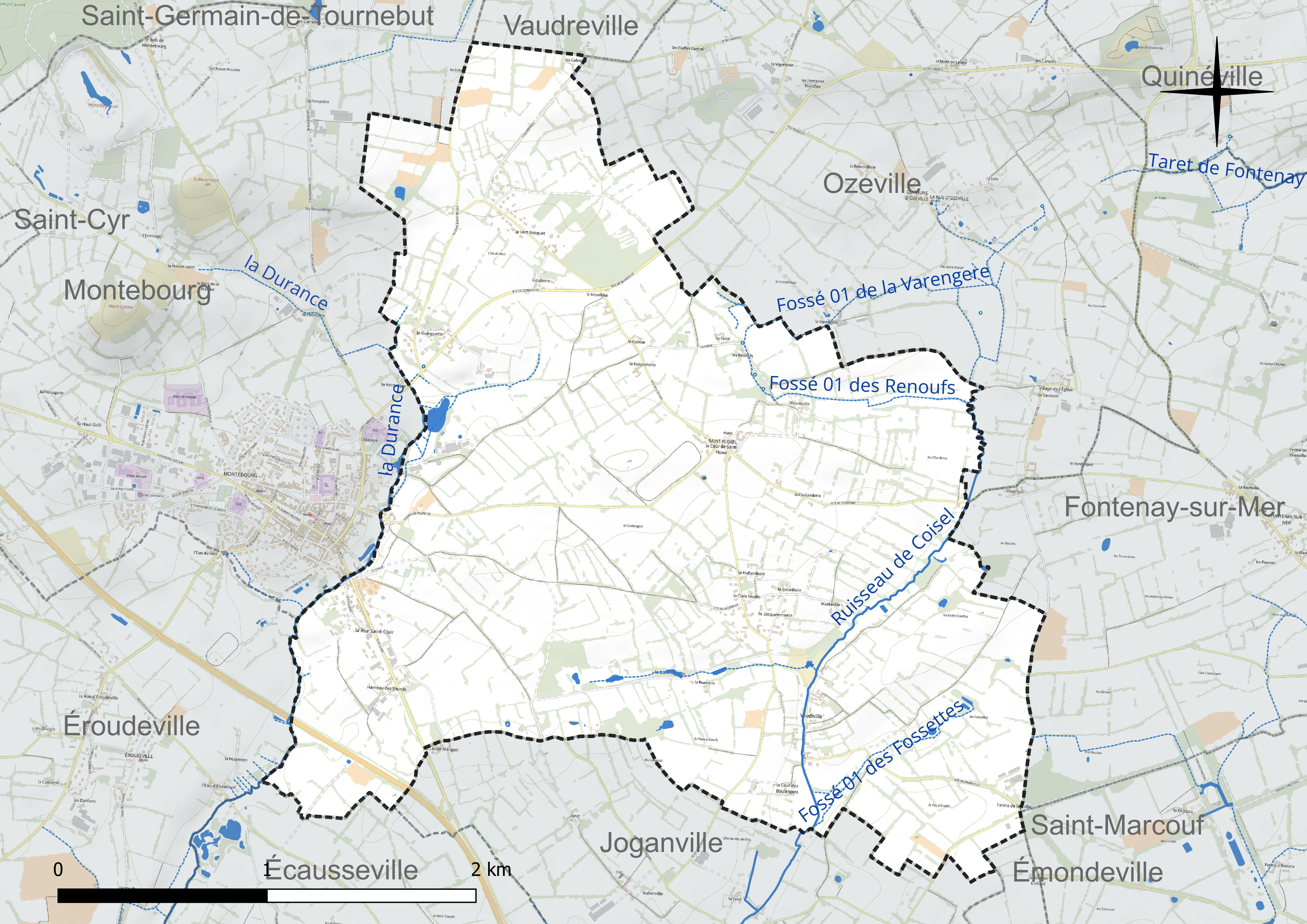
Réseau hydrographique de Saint-Floxel.

### Climat
Pour des articles plus généraux, voir Climat de la Normandie et Climat de la Manche.
En 2010, le climat de la commune est de type climat océanique franc, selon une étude du CNRS s'appuyant sur une série de données couvrant la période 1971-2000. En 2020, Météo-France publie une typologie des climats de la France métropolitaine dans laquelle la commune est exposée à un climat océanique et est dans la région climatique  Normandie (Cotentin, Orne), caractérisée par une pluviométrie relativement élevée (850 mm/a) et un été frais (15,5 °C) et venté. Parallèlement le GIEC normand, un groupe régional d’experts sur le climat, différencie quant à lui, dans une étude de 2020, trois grands types de climats pour la région Normandie, nuancés à une échelle plus fine par les facteurs géographiques locaux. La commune est, selon ce zonage, exposée à un « climat maritime », correspondant au Cotentin et à l'ouest du département de la Manche, frais, humide et pluvieux, où les contrastes pluviométrique et thermique sont parfois très prononcés en quelques kilomètres quand le relief est marqué.
Pour la période 1971-2000, la température annuelle moyenne est de 11 °C, avec une amplitude thermique annuelle de 10,9 °C. Le cumul annuel moyen de précipitations est de 823 mm, avec 13,4 jours de précipitations en janvier et 6,8 jours en juillet. Pour la période 1991-2020, la température moyenne annuelle observée sur la station météorologique la plus proche, située sur la commune de Sainte-Marie-du-Mont à 16 km à vol d'oiseau, est de 11,6 °C et le cumul annuel moyen de précipitations est de 890,0 mm,. Pour l'avenir, les paramètres climatiques de la commune estimés pour 2050 selon différents scénarios d’émission de gaz à effet de serre sont consultables sur un site dédié publié par Météo-France en novembre 2022.

## Urbanisme

### Typologie
Au 1er janvier 2024, Saint-Floxel est catégorisée commune rurale à habitat dispersé, selon la nouvelle grille communale de densité à sept niveaux définie par l'Insee en 2022.
Elle est située hors unité urbaine et hors attraction des villes,.

### Occupation des sols
L'occupation des sols de la commune, telle qu'elle ressort de la base de données européenne d’occupation biophysique des sols Corine Land Cover (CLC), est marquée par l'importance des territoires agricoles (97,7 % en 2018), une proportion sensiblement équivalente à celle de 1990 (98 %).
La répartition détaillée en 2018 est la suivante : prairies (52,4 %), terres arables (23,5 %), zones agricoles hétérogènes (21,8 %), zones urbanisées (2,3 %).

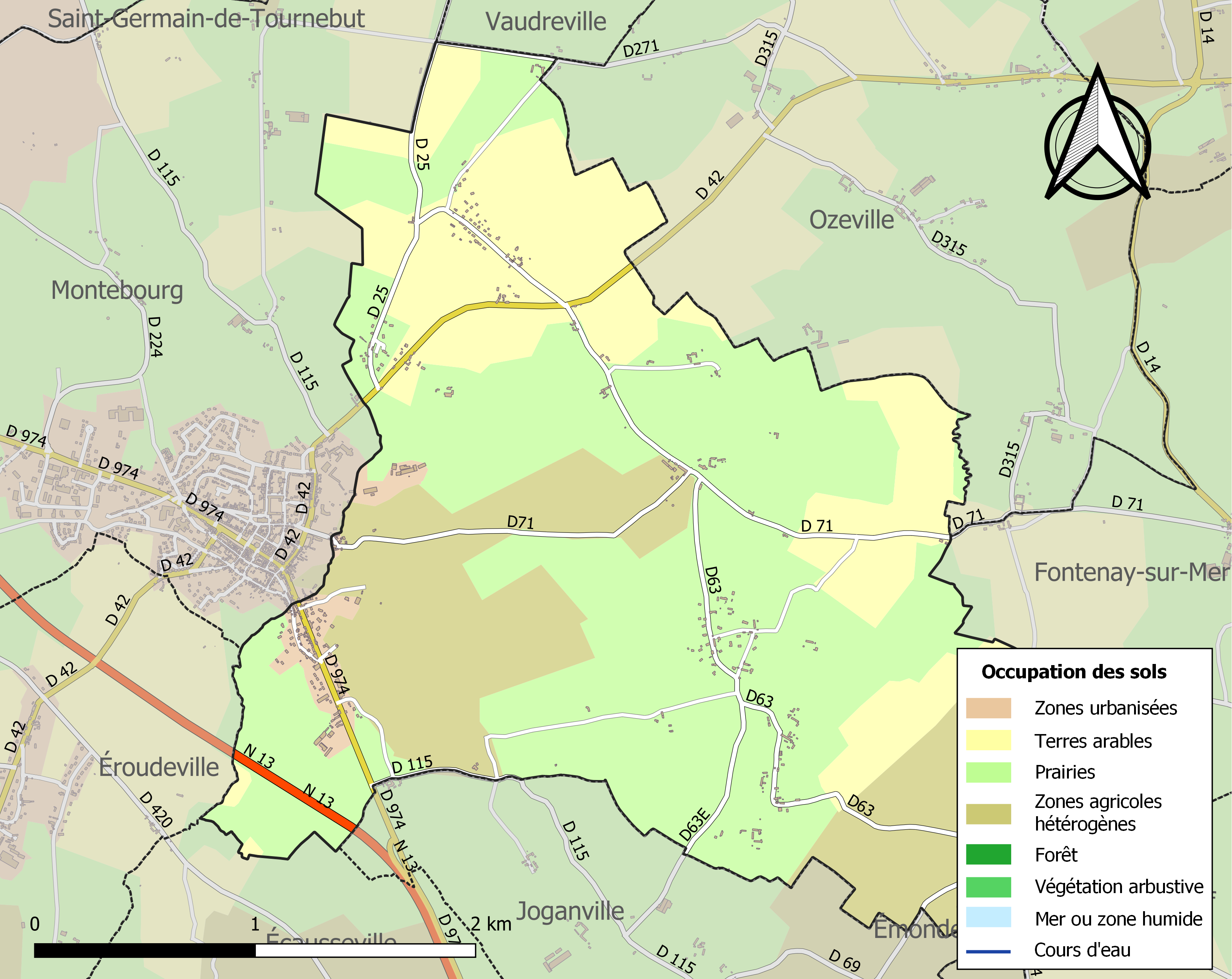
Carte des infrastructures et de l'occupation des sols de la commune en 2018 (CLC).

L'évolution de l’occupation des sols de la commune et de ses infrastructures peut être observée sur les différentes représentations cartographiques du territoire : la carte de Cassini (XVIIIe siècle), la carte d'état-major (1820-1866) et les cartes ou photos aériennes de l'IGN pour la période actuelle (1950 à aujourd'hui).

## Toponymie
L'hagiotoponyme de la localité est attesté sous les formes : Sancti Flocellum en 1146, Sancti Floscelli entre 1159 et 1181, Sancti Flocelli vers 1280, Saint Floxel en 1793, Saint-Floxes en 1801, Sanctus Floscellus sans date.
Floxel ou Floscellus, honoré par la paroisse, serait un martyr chrétien du IVe siècle, né probablement dans la paroisse. C’était, semble-t-il, un proto-martyr de Coutances, jeune militaire mort pour avoir refusé, comme saint Maurice, de renier le Christ.

## Histoire

### Moyen Âge
Avant 1174, Richard II de Reviers, fils de Guillaume de Reviers, donne une terre appelée « Octo » dans son manoir de Saint-Floxel avec toutes ses appartenances.
Dans le cadre de la guerre de Cent Ans, en 1405, à la suite d'un débarquement anglais à la Hougue, la paroisse est mise à sac et ses maisons rasées.
Saint-Floxel a possédé une foire annuelle importante, qui se tenait sur deux jours, dont les bénéfices furent disputer longtemps par les abbayes de Montebourg et de Saint-Georges de Boscherville, et qui était entretenue par le flux des pèlerins venant célébrer le culte de saint Floxel le 17 septembre.

### Temps modernes
En 1567, le sieur de Vaulx à Saint-Floxel est taxé pour ce fief de 10 livres dans le rôle du ban et d'arrière-ban de la vicomté de Coutances, effectué par Gilles Dancel lieutenant général du bailli de Cotentin les 20 et 22 octobre. En 1597, Jean Vauquelin, résident en la vicomté de Carentan, et à présent le sieur du Londel, furent taxés pour le fief de Vaux à Saint-Floxel dans le rôle du ban de la vicomté de Valognes.

## Politique et administration
| Période                                  | Période   | Identité          | Étiquette | Qualité             |
| ---------------------------------------- | --------- | ----------------- | --------- | ------------------- |
| 1936                                     | 1947      | Charles Picquenot |           |                     |
| 1947                                     | 1965      | François Jaunet   |           |                     |
| 1965                                     | 1989      | François Bienvenu |           |                     |
| 1989                                     | mars 2008 | Bernard Jaunet    |           |                     |
| mars 2008                                | En cours  | Jacques Onfroy    | SE        | Technicien agricole |
| Les données manquantes sont à compléter. |           |                   |           |                     |

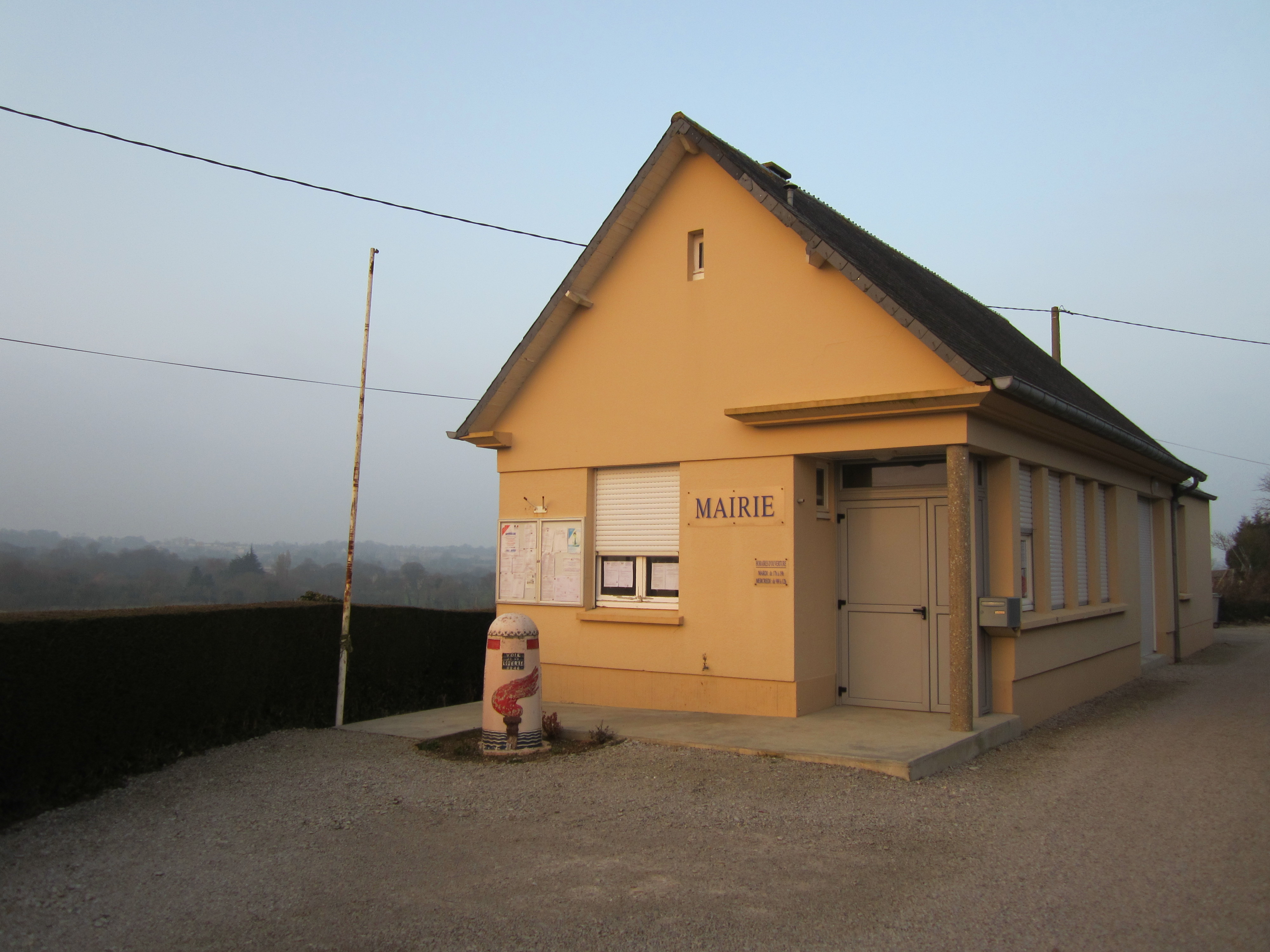
La mairie.

Le conseil municipal est composé de onze membres dont le maire et deux adjoints.

## Population et société
Les habitants de la commune sont appelés les Saint-Floxelais.

### Démographie
L'évolution du nombre d'habitants est connue à travers les recensements de la population effectués dans la commune depuis 1793. Pour les communes de moins de 10 000 habitants, une enquête de recensement portant sur toute la population est réalisée tous les cinq ans, les populations de référence des années intermédiaires étant quant à elles estimées par interpolation ou extrapolation. Pour la commune, le premier recensement exhaustif entrant dans le cadre du nouveau dispositif a été réalisé en 2005.
En 2022, la commune comptait 490 habitants, en évolution de −0,2 % par rapport à 2016 (Manche : −0,31 %, France hors Mayotte : +2,11 %).
Saint-Floxel a compté jusqu'à 593 habitants en 1841 et 1851.
| 1793 | 1800 | 1806 | 1821 | 1831 | 1836 | 1841 | 1846 | 1851 |
| ---- | ---- | ---- | ---- | ---- | ---- | ---- | ---- | ---- |
| 518  | 554  | 575  | 576  | 554  | 588  | 593  | 581  | 593  |

| 1856 | 1861 | 1866 | 1872 | 1876 | 1881 | 1886 | 1891 | 1896 |
| ---- | ---- | ---- | ---- | ---- | ---- | ---- | ---- | ---- |
| 584  | 574  | 561  | 552  | 528  | 501  | 502  | 524  | 507  |

| 1901 | 1906 | 1911 | 1921 | 1926 | 1931 | 1936 | 1946 | 1954 |
| ---- | ---- | ---- | ---- | ---- | ---- | ---- | ---- | ---- |
| 424  | 398  | 333  | 327  | 326  | 304  | 311  | 356  | 318  |

| 1962 | 1968 | 1975 | 1982 | 1990 | 1999 | 2005 | 2006 | 2010 |
| ---- | ---- | ---- | ---- | ---- | ---- | ---- | ---- | ---- |
| 314  | 325  | 293  | 326  | 348  | 417  | 424  | 423  | 473  |

| 2015 | 2020 | 2022 | - | - | - | - | - | - |
| ---- | ---- | ---- | - | - | - | - | - | - |
| 485  | 496  | 490  | - | - | - | - | - | - |

## Économie
La commune se situe dans la zone géographique des appellations d'origine protégée (AOP) Beurre d'Isigny et Crème d'Isigny.

## Culture locale et patrimoine

### Lieux et monuments
- Église Saint-Floxel des XIe, XIVe – XVIIe siècles, avec un portail orné d'une rosace et une tour de style roman. Elle abrite un lutrin du XVIIIe dont la base est un lion terrassant un dragon, rappelant le martyre de saint Floxel, un des premiers apôtres du Cotentin, et une Vierge à l'Enfant du XIVe, œuvres classés au titre objet aux monuments historiques[36] ainsi qu'une poutre de gloire du XVIIe[28].
- Le Josselinerie du XVIIIe siècle.
- Ferme de Montlaville du XVIIIe siècle.
- La Cour des Boulangers.
- La Deloncherie du XVIe siècle.
- Vaudival.
- Communs de la Guinguette des XVIe – XVIIe siècles, qui aurait été un ancien prieuré relevant de l'abbaye de Montebourg.

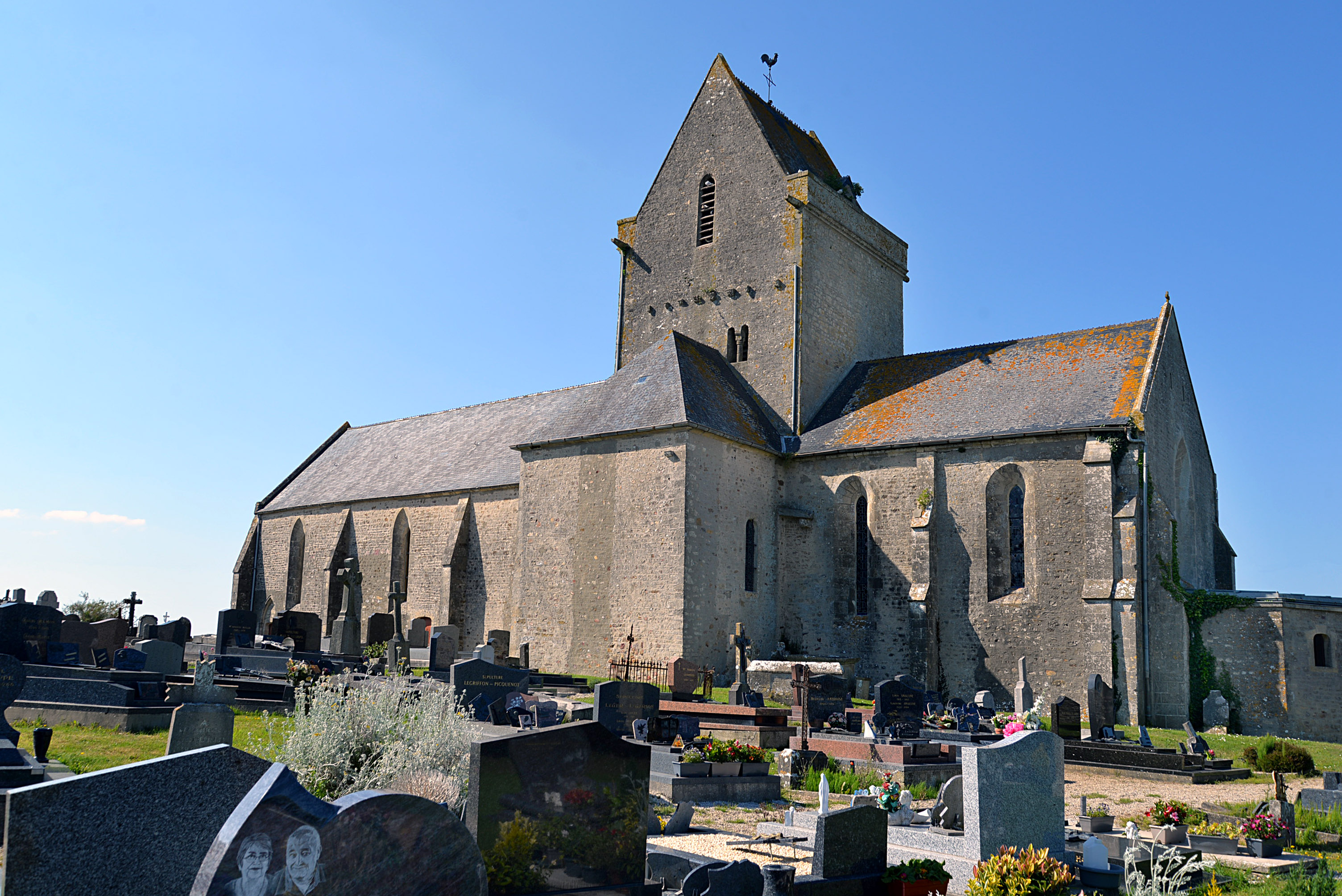
L'église Saint-Floxel.
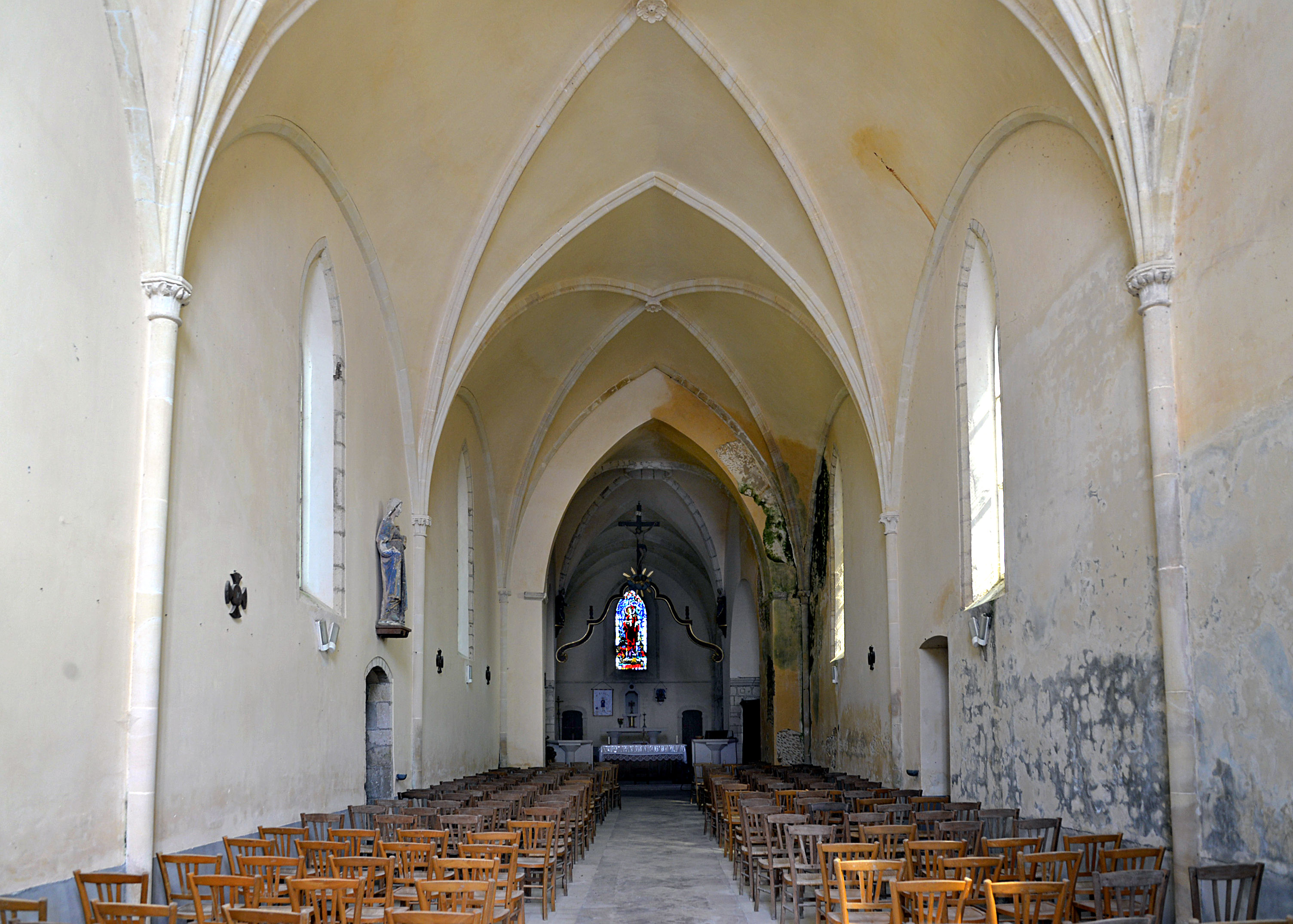
La nef.
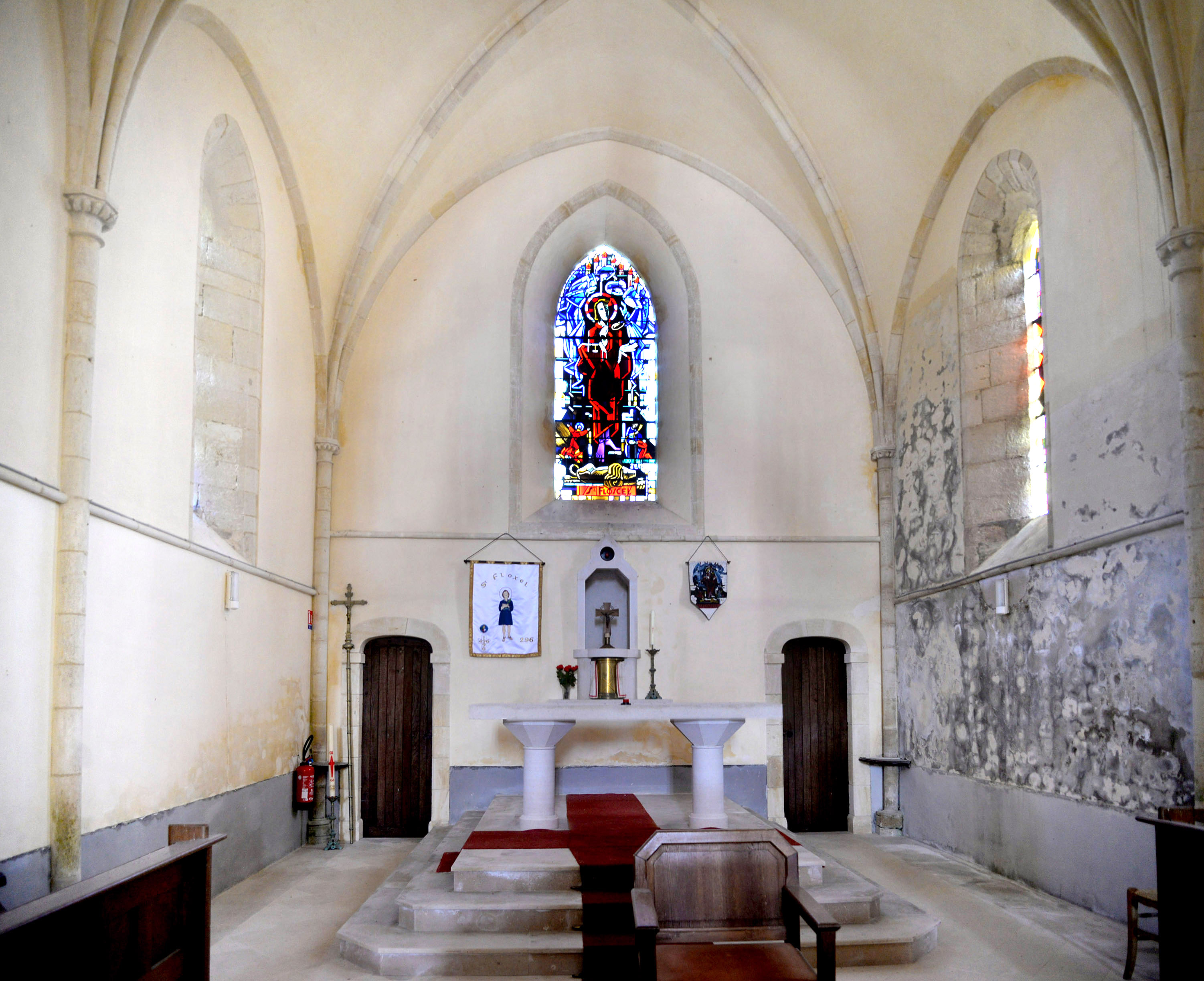
Le chœur et le maître-autel.
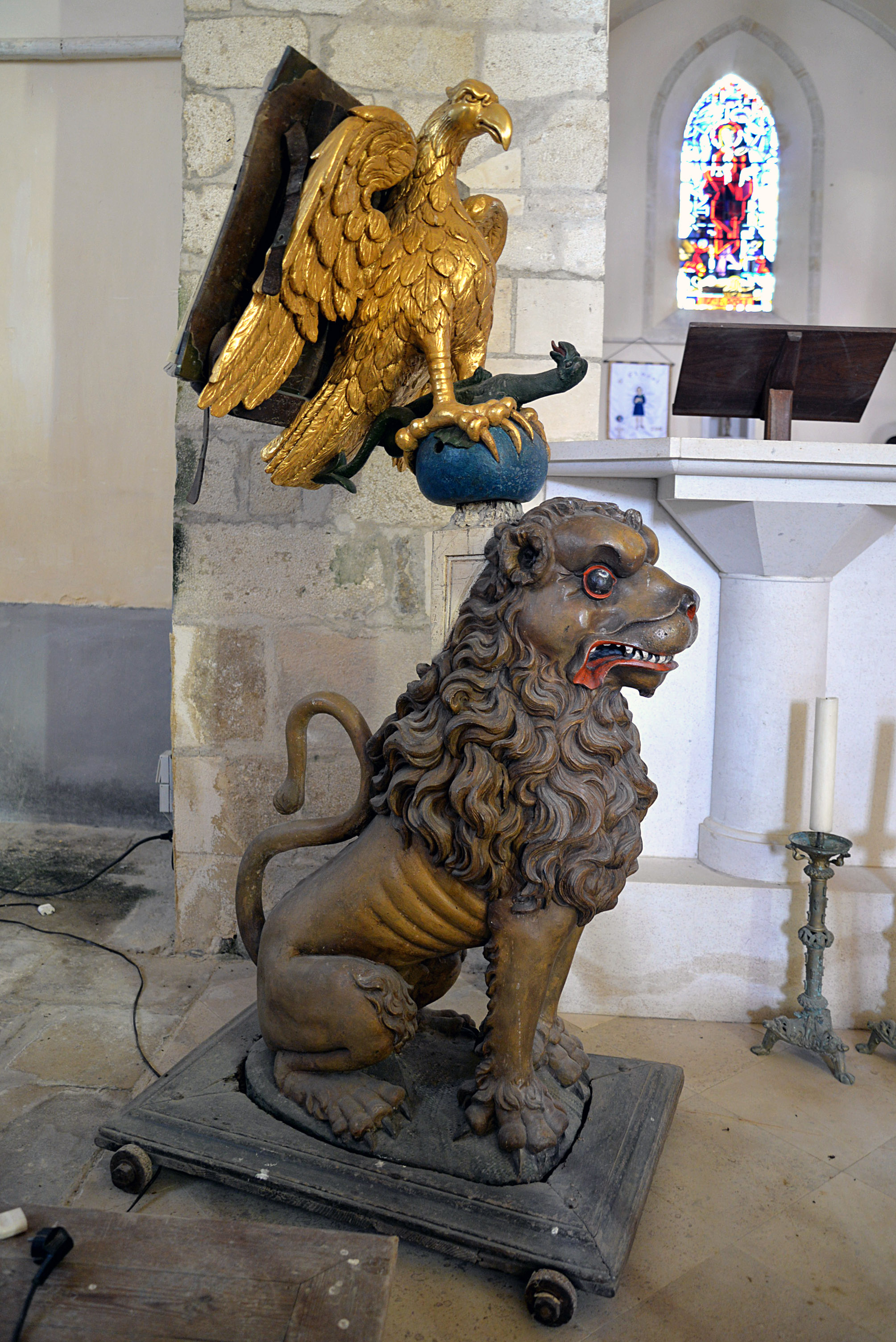
Le lutrin.
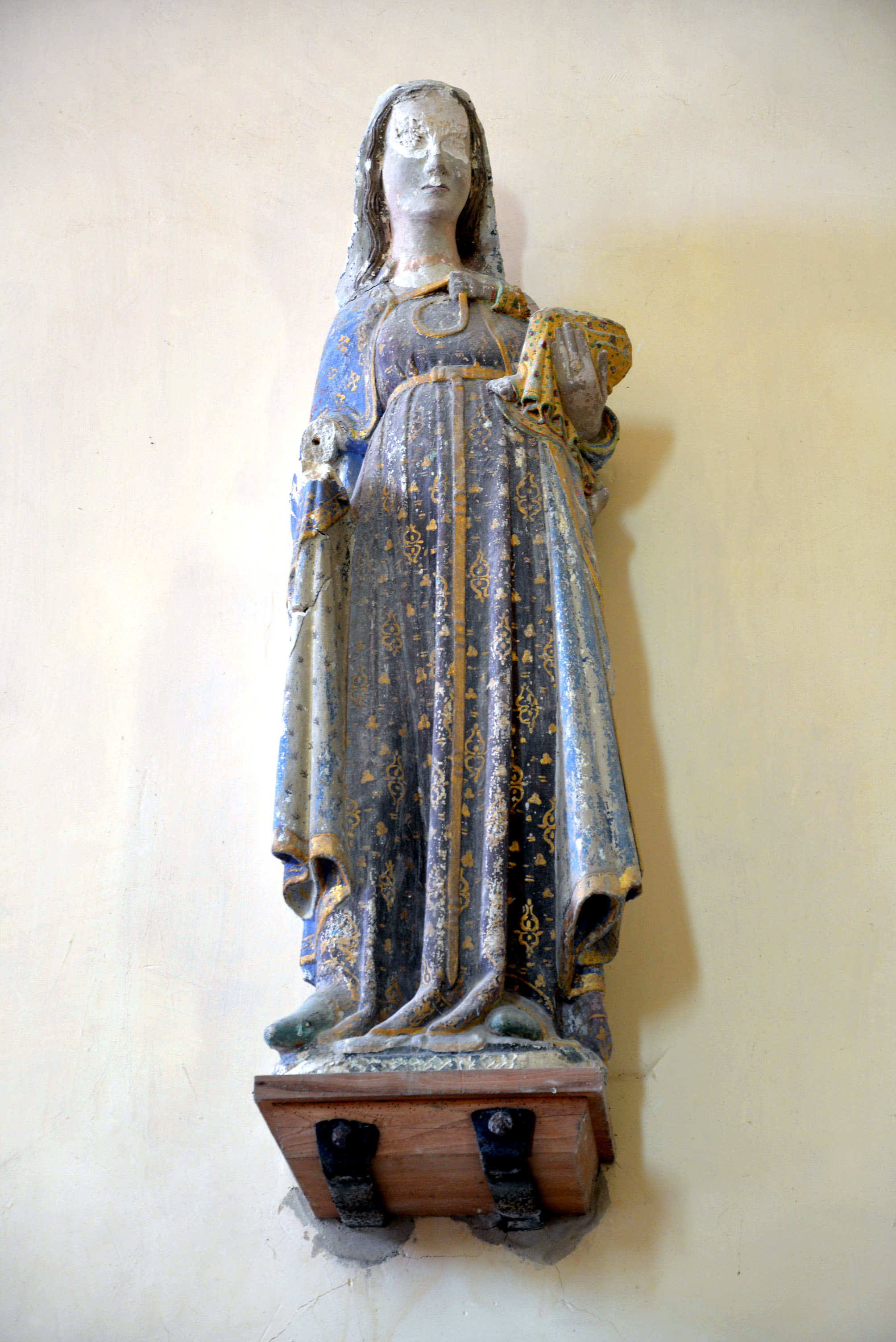
La statue de la Vierge à l'enfant.
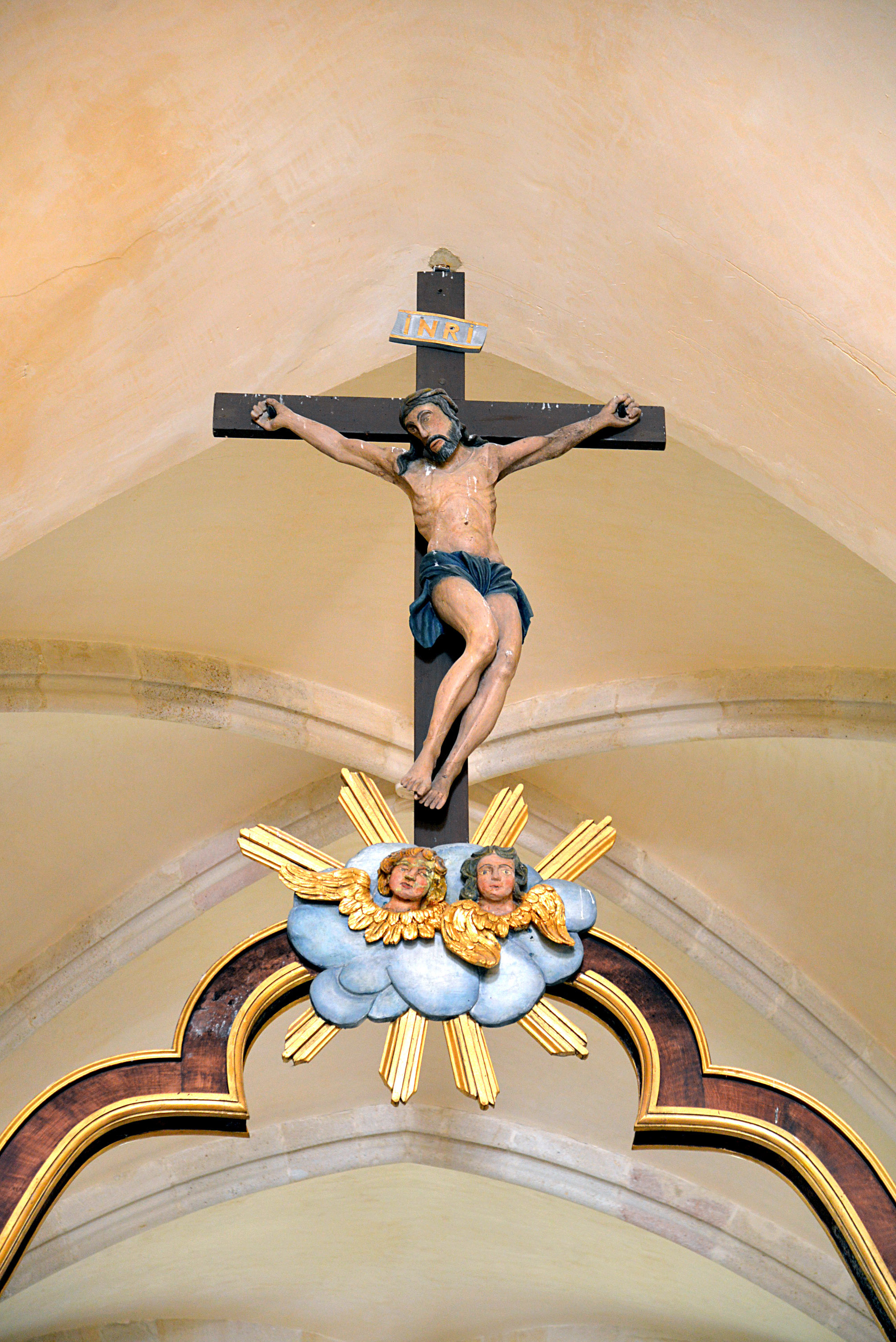
La poutre de gloire.
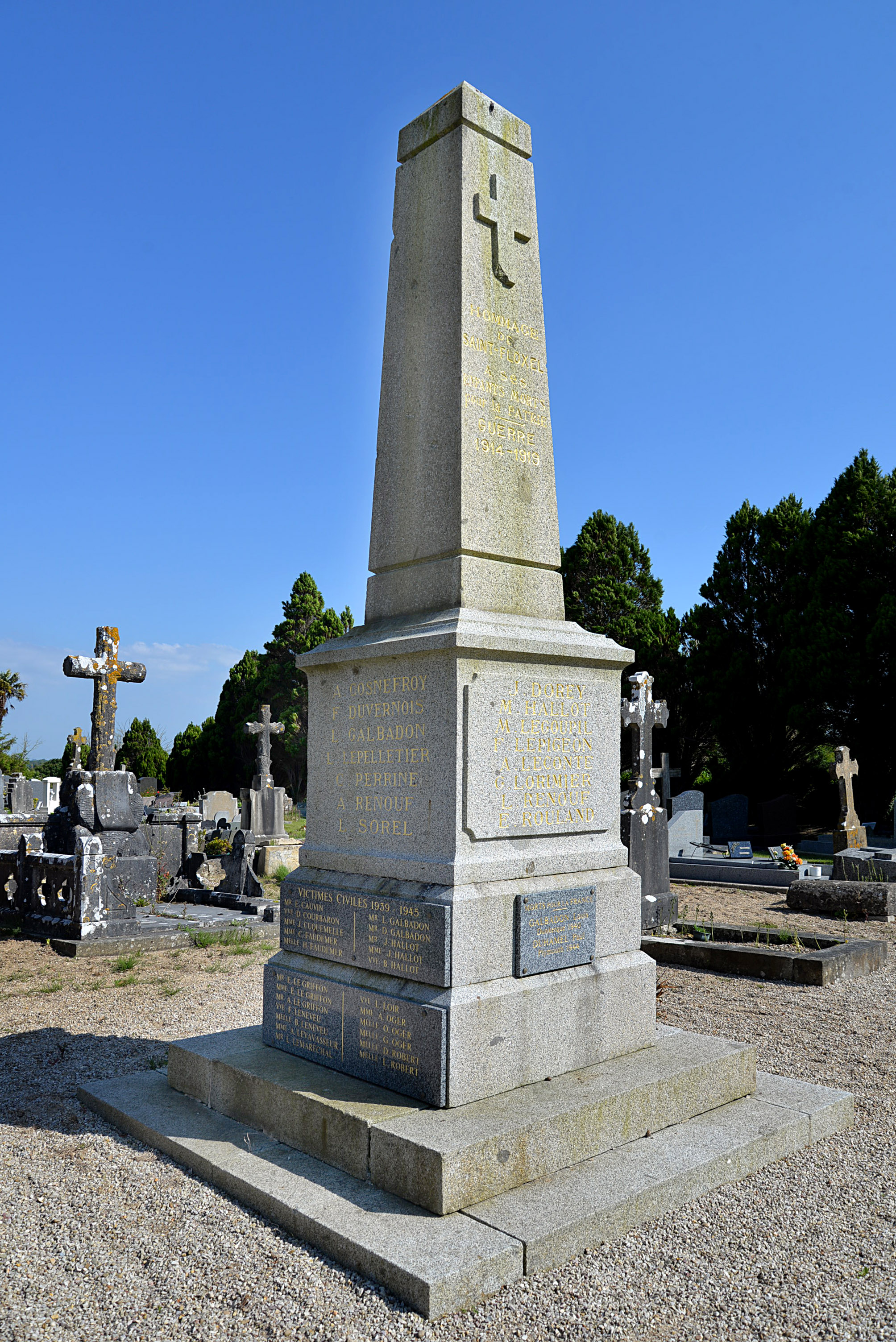
Le monument aux morts.

### Personnalités liées à la commune
- Jean-Baptiste Houchet (1904-1944), compagnon de la Libération, aumônier-capitaine de la 2ème DB, tué le 24 novembre 1944 à Strasbourg au pont de Kehl.